# Morten Breum

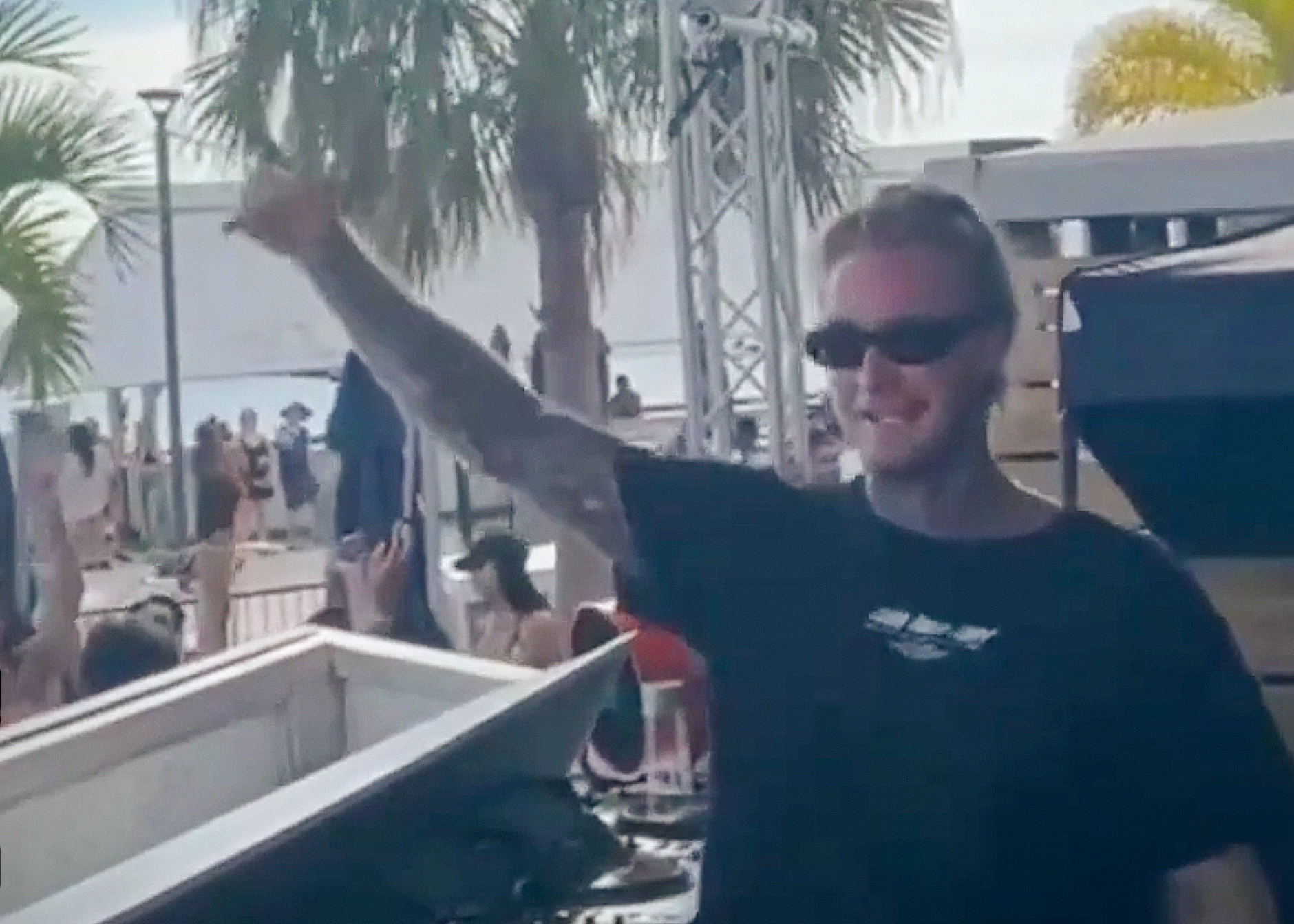
Morten (2022)

Morten Breum (* 26. Mai 1982 in Aarhus), besser bekannt unter seinem Künstlernamen Morten (stilisiert als MORTEN), ist ein dänischer DJ und Produzent. Erste Bekanntheit erlangte er 2008 durch die Single Højere Vildere, die zusammen mit dem dänischen Musiker Rune RK und dem dänischen Rap-Duo Nik & Jay entstand. Ebenfalls mit Nik & Jay und dem Song Domestic erreichte Morten 2010 Platz 3 der dänischen Single-Charts. Gemeinsam mit David Guetta, Mike Hawkins und Toby Green entwickelte er 2019 das Genre Future Rave, woraus ein Plattenlabel, eine Tournee und zahlreiche Singles hervorgingen.

## Karriere

### Bis 2008: Musikalische Anfänge
Breum begann im Alter von 14 Jahren mit dem Auflegen und trat in den Clubs seiner Heimatstadt Aarhus auf. Das Auflegen lernte er in einem Jugendclub. Im Jahr 2008 machten er mit dem Electro-House-Song Højere Vildere erstmals auf sich aufmerksam. Der Song wurde über die Musiklabel Zoo Production und Nightology Records als Single veröffentlicht und entstand mit dem ebenfalls dänischen DJ und Produzenten Rune RK. Ende des Jahres erschien eine neue Version des Songs, die den Titel Højere Vildere (Skru op for den bitch) trug und deren Vocals das dänische Hip-Hop-Duo Nik & Jay beisteuerte.

### 2009 bis 2010: Nationaler Durchbruch mit dem AlbumDrop
2009 folgten die Singles Heads Up!, Hamra und On It, letztere als zweite Kollaboration mit Rune RK über das Label disco:wax. Die Songs dienten als Vorboten für Breums im August 2009 erschienenes Debüt-Album Drop, das über Warner Music Denmark veröffentlicht wurde und Platz 14 in den Album-Charts erreichte. Im Oktober 2009 erschien der Track Domestic, die zweite Zusammenarbeit mit Nik & Jay, als Single. Der Song markierte Breums erste Platzierung in den dänischen Single-Charts, in denen er Platz drei erreichte und wurde mit einer goldenen Schallplatte ausgezeichnet.
Im November 2009 trat Breum in einer Folge der dänischen Satire-Serie Manden med de gyldne ører, an der auch Nik & Jay beteiligt waren, als er selbst auf.
Im April 2010 wurde I Like It als Single veröffentlicht. Der Song wurde von der dänischen Sängerin Camille Jones gesungen und erreichte Platz 12 der dänischen Single-Charts. Im September 2010 erschien Moist als letzte Single-Auskopplung von Drop veröffentlicht. Einen Monat folgte eine Vocal-Version von Moist, die von Sisse Marie gesungen wurde und den Titel Every Time (You Look At Me) gesungen wurde. Der Song erreichte Platz eins der dänischen Single-Charts und erreichte Gold-Status. Am 8. Oktober 2010 erschien das Kompilationsalbum Nightclub Session, das von Morten Breum abgemischt wurde. Auf dem Album war auch der neue Song Fest enthalten, für den Breum ein weiteres Mal mit Nik & Jay zusammenarbeitete und der auf Platz zwei der dänischen Single-Charts landete.

### 2011 bis 2013: Erfolge in Dänemark
2011 gelang Breum mit den Singles Famous, Never Surrender und 6 AM weitere Chartplatzierungen in seiner Heimat. Dafür arbeitete er mit unterschiedlichen Produzenten und Sängern zusammen. 2012 entfernte er sich mit der Single Ingen anden drøm erstmals von seinem bisherigen House-Stil und probierte sich im Genre des Dubstep, das sich zu jener Zeit großer Beliebtheit erfreute. Dafür holte er das dänisch-norwegische Dubstep-Duo Pegboard Nerds ins Studio. Der Song erreichte Platz 15 der dänische Single-Charts. Der Instrumental-Track Larva folgte im Mai 2012, gemeinsam mit der Vocal-Version Larva (Far Away) im Dezember 2012. 2013 erschien der Song Look Closer, bei dem er erstmals nur unter seinem Vornamen Morten, stilisiert als MORTEN auftrat. Dieser wurde von Jay Colin gesungen und erreichte Platz 19 der dänischen Single-Charts.

### 2014 bis 2018: Musikalische Neuausrichtung als Morten
2014 trennte er sich von seinem bisherigen Musiklabel disco:wax und veröffentlichte auf Ultra Music im März 2014 die Single Perfect Dive, die ihm in der internationalen EDM-Szene Bekanntheit erschafft. 2015 folgten die Big-Room-Singles Himalaya auf Armada Trice und Ukali auf Dim Mak. Mit den Songs Body Down (Inspector Gadget), der mit KSHMR entstand, und Stickup, der mit Karma Fields und Juliette Lewis entstand, bediente er wiederum neue Musikrichtungen. 2016 veröffentlichte er vor allem über Steve Aokis Label Dim Mak und arbeitete in dem Zuge mit Aoki, Twoloud und Mr. Vegas zusammen. Das Jahr schloss er mit der Single Sharpest Weapon ab, die er zusammen mit dem australischen Trance-Duo TyDi und dem Singer-Songwriter Cameron Walker produzierte.
Anfang 2017 erschien über Armada Music die Future-Bass-Single Coffee Can Money, die in Zusammenarbeit mit den US-amerikanischen Musikern Borgeous und Runaground entstand. Der Future-Bass-Song erhielt vor allem auf Streaming- und Video-Plattformen große Aufmerksamkeit. Eine Follow-Up-Single mit dem Titel Hold Me erschien im April 2017. Die Single Beautiful Heartbeat, die von der schwedischen Sängerin Frida Sundemo gesungen wurde, entwickelte sich vor allem dank hochkarätiger Remixe von Avicii und Deorro zu einem weiteren Streaming-Erfolg. Im Juli 2017 steuerte Morten einen Remix zum Welterfolg 2U von David Guetta und Justin Bieber bei.
Im März 2018 erschien der Hip-Hop-Track Family, den er gemeinsam mit dem US-amerikanischen Rapper Dave East aufnahm. Mit Baíle De Favela erschien eine Single, deren Stil an die brasilianische Musik angelehnt ist und gemeinsam mit dem dänischen DJ und Produzenten Faustix entstand, mit dem er bereits früh in seiner Karriere zusammenarbeitete. Nach der Solo-Single Adumu, erschien im September 2018 das Lied Tonight I’m Loving You, das von Reo Cragun gesungen wurde und musikalisch im Dancehall anzusiedeln ist.

### 2019: Entwicklung des Future Raves mit David Guetta

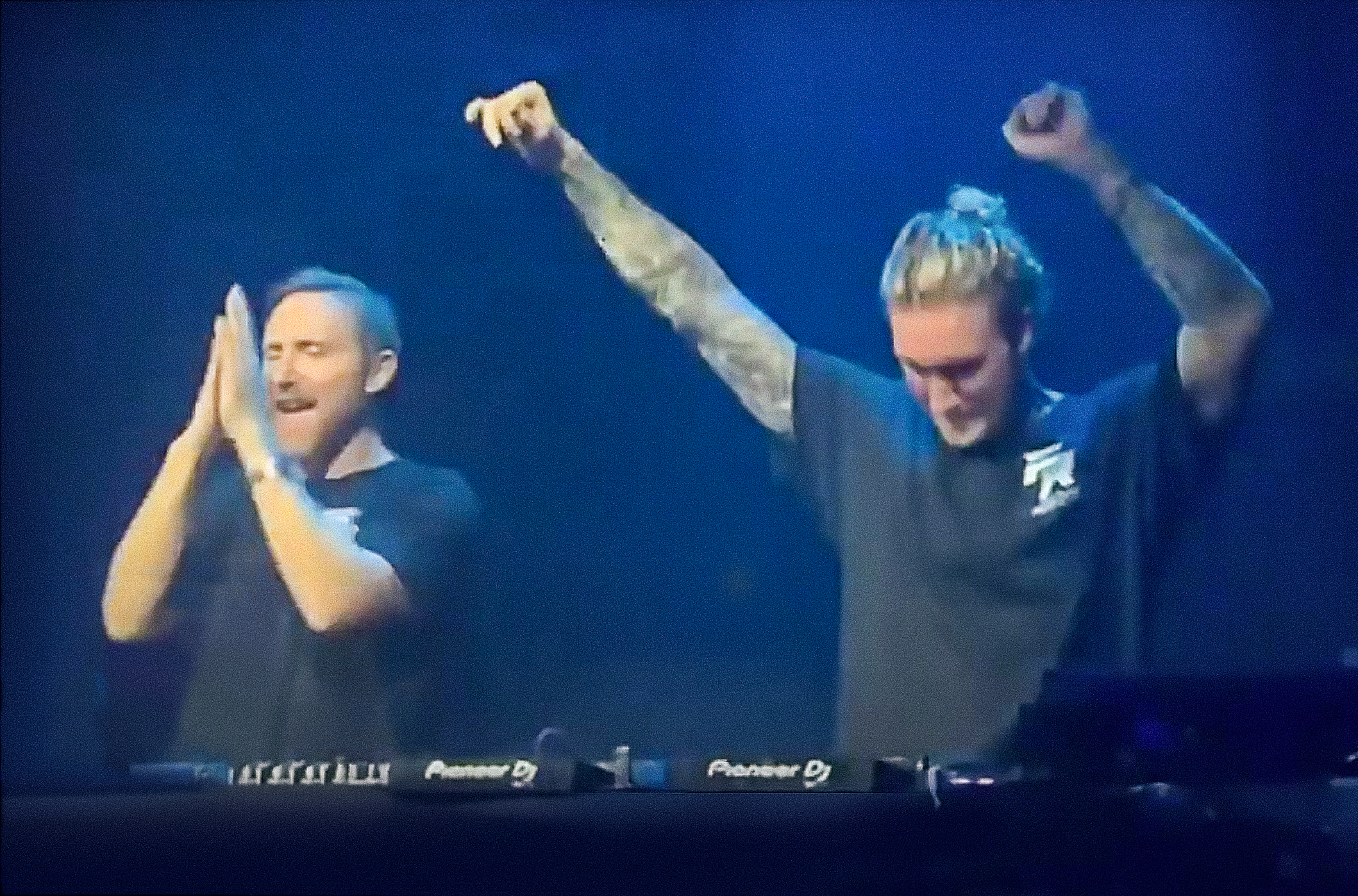
David Guetta (links) und Morten (rechts) im Hï Ibiza (2022)

Gemeinsam mit den dänischen Produzenten Mike Hawkins und Toby Green produzierte Morten die Single Me & You, die im April 2019 erschien und mit der er ein weiteres Mal einen neuen Musikstil präsentierte. Der Song erweckte die Aufmerksamkeit des französischen DJs und Produzenten David Guetta, der gemeinsam mit den drei Dänen sowie dem Sänger Aloe Blacc das Lied Never Be Alone mit einem ähnlichen Stil aufnahm. Sie bezeichneten das Genre als Future Rave und erreichten mit dem Track eine Platzierung in den Schweizer Single-Charts sowie über 48 Millionen Streams auf Spotify, womit sie zu Mortens bis dahin erfolgreichsten Single gemessen an den Streamingzahlen wurde. Im August 2019 veröffentlichtem sie gemeinsam einen Remix zu Aviciis posthum erschienenen Single Heaven, die von Coldplay-Sänger Chris Martin gesungen wurde. Im November 2019 folgte die zweite gemeinsame Single Make It to Heaven, die von der britischen Sängerin Raye gesungen wurde.

### 2020–2022: EPsNew RaveundEpisode 2
Am 31. Januar 2020 erschien die Single Polar auf Spinnin’ Records. Die wieder in Zusammenarbeit mit Guetta, Hawkins und Green entstand, jedoch als Morten-Solo-Single veröffentlicht wurde. Im März 2020 folgte Detroit 3 AM wieder als Morten-und-Guettas-Kollaboration. Bestehend aus 4 Tracks erschien am 17. Juli 2020 die EP New Rave mit der Single-Auskopplung Kill Me Slow, die sich mit 47 Millionen Streams auf Spotify zur erfolgreichsten Single seit Never Be Alone entwickelte und wenige Monate später durch die Single Dreams mit Guetta und Sänger Lanie Gardner abgelöst wurde. In selbiger Konstellation erschien auch das Lied Save My Life.
Am 4. Juni 2021 veröffentlichten Morten und Guetta gemeinsam die Single Impossible, die vom schwedischen Sänger John Martin gesungen wurde. Im August 2021 folgte ein gemeinsamer Remix zu Guettas Welterfolg Titanium. Der Remix wurde erstmals von Guetta beim EDC Mexico 2020 gespielt und erhielt vor allem durch dessen United-At-Home-Livestreams während der COVID-19-Pandemie große Aufmerksamkeit. Anfang Dezember 2021 erschien die Single Alive Again, die eine weitere Kollaboration mit Morten darstellt. Außerdem steuerte der US-amerikanische Musiker Roland Clark einen Spoken-Word-Part bei, der ursprünglich bereits bei der Jack-Back-Produktion Alive, die Guetta 2021 gemeinsam mit Fancy Inc produzierte, verwendet wurde.
Im Januar 2022 veröffentlichte Morten gemeinsam mit Guetta die Single Permanence, bevor im August 2022 erstmals seit Polar wieder eine Solo-Single erschien. Unterstützt wurde er bei der Produktion, die den Titel No Good vom israelischen Produzenten Maor Levi sowie dem britischen Produzenten Stonebank. Zugleich basiert der Song auf dem gleichnamigen Lied von The Prodigy aus dem Jahr 1994. No Good wurde der Song auf Tiëstos Musiklabel Musical Freedom. Am 21. Oktober 2022 erschien die Single Element, ein Vorbote zu Guettas und Mortens zweiter gemeinsamer EP Episode 2. Diese folgte eine Woche später, parallel mit der zweiten Auskopplung You Can't Change Me, die von Raye gesungen wird und sich zu einem Streaming-Erfolg entwickelte. Parallel gab das Duo bekannt ein gemeinsames Musiklabel mit dem Namen Future Rave Music gründen zu wollen.
Ebenfalls 2022 tourten Guetta und Morten im Rahmen ihrer Future-Rave-Tour durch die USA und traten 18 Wochen als Resident-DJs im Club Hï Ibiza auf Ibiza auf. Beim EDC spielte er außerdem ein Solo-Set so wie auch beim Tomorrowland, Electric Love und Untold.

### 2023: Solo-Singles und weitere Zusammenarbeit mit David Guetta

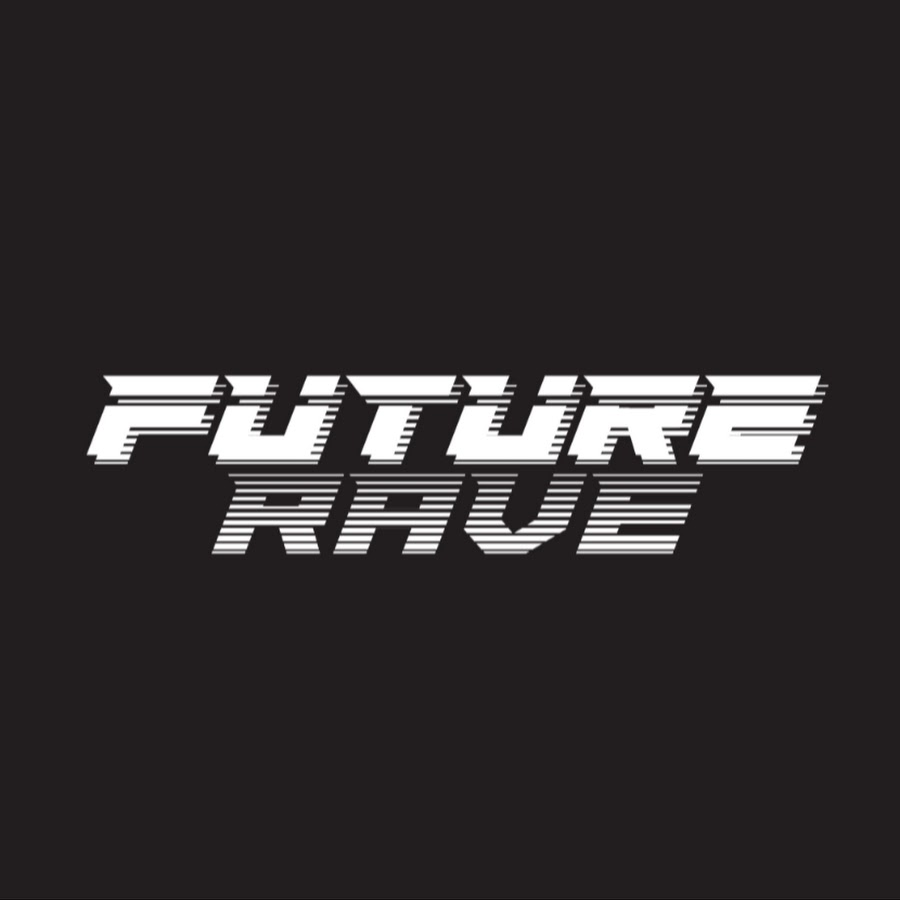
Logo des Musiklabels Future Rave Music

Am 13. Januar 2023 erschien die Solo-Single The Drill, die auf der gleichnamigen Single von Matt Schwartz aus dem Jahr 2005 basiert. Im Februar 2023 folgte die Single Unforgettable, die als Solo-Single veröffentlicht wurde, jedoch in Zusammenarbeit mit dem deutschen Duo Fast Boy, der deutschen Musikerin Charlott Boss sowie Stonebank entstand. Im Mai 2023 veröffentlichte Morten gemeinsam mit David Guetta das Lied Lost in the Rythm, das im März desselben Jahres von Guetta auf der Mainstage des Ultra Music Festivals erstmals gespielt wurde. Im Juli 2023 wurde die Single All In, die von der dänischen Sängerin Theresa Rex gesungen und bei dessen Produktion Morten von den Musikern Fabio Lendrum und Maor Levi unterstützt wurde, über das US-amerikanische Plattenlabel Thrive Music veröffentlicht. Im selben Monat erschien außerdem das Lied Something to Hold on to in Zusammenarbeit mit David Guetta und der britischen Sängerin Clementine Douglas.

## Persönliches
Im Alter von 21 Jahren zog Breum von seiner Heimstadt Aarhus nach Kopenhagen, bevor er 2012 in die Vereinigten Staaten nach Los Angeles auswanderte. 2019 machte er seine Beziehung mit der Tschechien Influencerin Tereza Kacerova öffentlich. Diese war zuvor mit dem schwedischen Musiker Avicii liiert.

## Diskografie

### Studioalben
| Jahr | Titel Musiklabel          | Höchstplatzierung, Gesamtwochen, AuszeichnungChartsChartplatzierungen (Jahr, Titel, Musiklabel, Platzierungen, Wochen, Auszeichnungen, Anmerkungen) | Anmerkungen                          |
| Jahr | Titel Musiklabel          | DK | Anmerkungen                          |
| ---- | ------------------------- | --- | ------------------------------------ |
| 2009 | Drop Warner Music Denmark | DK14 (2 Wo.)DK | Erstveröffentlichung 24. August 2009 |

### Kompilationen
- 2010: Nightclub Session

### EPs
- 2020: New Rave (mit David Guetta)
- 2022: Episode 2 (mit David Guetta)

### Singles
| Jahr | Titel Album                    | Höchstplatzierung, Gesamtwochen, AuszeichnungChartplatzierungen (Jahr, Titel, Album, Platzierungen, Wochen, Auszeichnungen, Anmerkungen) | Höchstplatzierung, Gesamtwochen, AuszeichnungChartplatzierungen (Jahr, Titel, Album, Platzierungen, Wochen, Auszeichnungen, Anmerkungen) | Anmerkungen                                                           |
| Jahr | Titel Album                    | DK | CH | Anmerkungen                                                           |
| --- | ------------------------------ | --- | --- | --------------------------------------------------------------------- |
| 2009 | Domestic Drop                  | DK3 Gold · (24 Wo.)DK | — | Erstveröffentlichung: 12. Oktober 2009 feat. Nik & Jay                |
| 2010 | I Like It Drop                 | DK12 Gold · (2 Wo.)DK | — | Erstveröffentlichung: 2. April 2010 feat. Camille Jones               |
| 2010 | Moist Drop                     | DK34 (1 Wo.)DK | — | Erstveröffentlichung: 1. September 2010                               |
| 2010 | Every Time (You Look At Me) –  | DK1 (11 Wo.)DK | — | Erstveröffentlichung: 22. Oktober 2010 feat. Sisse Marie              |
| 2011 | Famous –                       | DK34 (1 Wo.)DK | — | Erstveröffentlichung: 21. Februar 2011 feat. Joachim S.               |
| 2011 | Never Surrender –              | DK19 (2 Wo.)DK | — | Erstveröffentlichung: 18. Juli 2011 feat. Jay Colin                   |
| 2011 | 6 AM –                         | DK15 (1 Wo.)DK | — | Erstveröffentlichung: 17. Oktober 2011                                |
| 2012 | Ingen anden drøm –             | DK26 (1 Wo.)DK | — | Erstveröffentlichung: 16. Januar 2012 vs. Pegboard Nerds              |
| 2012 | Larva –                        | DK12 (2 Wo.)DK | — | Erstveröffentlichung: 7. Mai 2012                                     |
| 2013 | Look Closer –                  | DK19 (1 Wo.)DK | — | Erstveröffentlichung: 21. August 2013 feat. Jay Colin                 |
| 2019 | Never Be Alone New Rave        | — | CH69 (1 Wo.)CH | Erstveröffentlichung: 26. Juli 2019 mit David Guetta feat. Aloe Blacc |
| Folgende Lieder erschienen nicht als Single, wurden aber durch das Album zum Download und Streaming bereitgestellt und konnten somit eine Platzierung erlangen: |                                | | |                                                                       |
| |                                | | |                                                                       |
| 2009 | Blackbird Down Drop            | DK27 (1 Wo.)DK | — | Erstveröffentlichung: 18. August 2009                                 |
| 2010 | Fest Nightclub Session         | DK2 (23 Wo.)DK | — | Erstveröffentlichung: 8. Oktober 2010 feat. Nik & Jay                 |
| 2011 | Banger til min banger Fuldmåne | DK36 (2 Wo.)DK | — | Erstveröffentlichung: 13. Mai 2011 mit Joey Moe                       |
| 2019 | Magnolia Længe leve drømmene   | DK18 Platin · (10 Wo.)DK | — | Erstveröffentlichung: 26. Juli 2019 mit Nik & Jay                     |

Weitere Singles
| - 2008: Højere Vildere (mit Rune RK) - 2008: Højere Vildere (Skru op for den bitch) (mit Rune RK feat. Nik & Jay) - 2009: Heads Up! - 2009: Hamra - 2009: On It (mit Rune RK) - 2010: Moist - 2012: Pyamo (vs. Filur) - 2012: Larva (Far Away) (feat. Rebecca & Fiona) - 2014: Perfect Dive - 2015: Himalaya - 2015: Ukali - 2015: Stickup (mit Karma Fields feat. Juliette Lewis) - 2015: Body Down (Inspector Gadget) - 2015: Fiyaa - 2015: Kids (mit Steve Aoki) - 2015: Love (feat. Mr. Vegas) - 2015: Certified (mit twoloud) - 2015: Sharpest Weapon (mit tyDi feat. Cameron Walker) - 2017: Coffee Can Money (mit Borgeous feat. Runaground) - 2017: TTFU (mit Riggi & Piros) - 2017: Hypnotized - 2017: Hold Up (mit Borgeous) - 2017: Keep Me from You (feat. ODA) | - 2017: China White - 2017: Ride Around (feat. Conor Darvid) - 2018: Family (feat. Dave East) - 2018: Baíle De Favela - 2019: Me & You - 2019: Never Be Alone (mit David Guetta feat. Aloe Blacc) - 2019: Make It to Heaven (mit David Guetta feat. Raye) - 2020: Polar - 2020: Detroit 3 AM (mit David Guetta) - 2020: Kill Me Slow (mit David Guetta) - 2020: Save My Life (mit David Guetta feat. Lovespeake) - 2020: Dreams (mit David Guetta feat. Lanie Gardner) - 2021: Impossible (mit David Guetta & John Martin) - 2021: Alive Again (mit David Guetta & Roland Clark) - 2021: Titanium (David Guetta & Morten Remix) (mit David Guetta feat. Sia) - 2022: Permanence (mit David Guetta) - 2022: No Good - 2022: You Can’t Change Me (mit David Guetta feat. Raye) - 2023: The Drill - 2023: Unforgettable - 2023: Lost in the Rhythm (mit David Guetta) - 2023: All In (feat. Theresa Rex) - 2023: Something to Hold on to (feat. Clementine Douglas) |